# Litauen ved sommer-OL 2024
Litauen deltog i sommer-OL 2024 i Paris, Frankrig fra 26. juli til 11. august 2024.
Udøvere for Litauen vandt totalt fire medaljer.

## Medaljer
| 2024 Paris | Guld | Sølv | Bronze | Total |
| Litauen    | 0    | 2    | 2      | 4     |

### Medaljevinderne
| Litauen under sommer-OL 2024 i Paris | Litauen under sommer-OL 2024 i Paris                                  | Litauen under sommer-OL 2024 i Paris | Litauen under sommer-OL 2024 i Paris | Litauen under sommer-OL 2024 i Paris |
| Medalje                              | Navn                                                                  | Sport                                | Event                                | Dato                                 |
| ------------------------------------ | --------------------------------------------------------------------- | ------------------------------------ | ------------------------------------ | ------------------------------------ |
| Sølv                                 | Mykolas Alekna                                                        | Atletik                              | Herrernes diskoskast                 | 7. august                            |
| Sølv                                 | Dominika Banevič                                                      | Breaking                             | B-Girls                              | 9. august                            |
| Bronze                               | Viktorija Senkutė                                                     | Roning                               | Women's single sculls                | 3. august                            |
| Bronze                               | Evaldas Džiaugys Gintautas Matulis Aurelijus Pukelis Šarūnas Vingelis | Basketball                           | Mændenes 3x3                         | 5. august                            |